# Hoszany (gmina)
Hoszany – dawna gmina wiejska w powiecie rudeckim województwa lwowskiego II Rzeczypospolitej (1934–1939), a także jednostka podziału administracyjnego Generalnego Gubernatorstwa w latach 1941–1944, wchodząca w skład dystryktu galicyjskiego. Siedzibą gminy były Hoszany.
Gminę utworzono 1 sierpnia 1934 r. w ramach reformy na podstawie ustawy scaleniowej z dotychczasowych gmin wiejskich: Bieńkowa Wisznia, Chiszewice, Dubaniowice, Hoszany, Jaremków, Jatwięgi, Koropuż, Milczyce, Podhajczyki, Romanówka, Szołomienice i Uherce Wieniawskie.
W latach 1939–1941 zniesiona, będąc okupowana przez ZSRR, gdzie nie funkcjonowały gminy zbiorowe (vide rejon rudecki).
W 1941 roku reaktywowana na skutek wojny niemiecko-radzieckiej, po zajęciu obszaru przez władze hitlerowskie. Gmina weszła w skład powiatu lwowskiego (Kreishauptmannschaft Lemberg), należącego do dystryktu Galicja w Generalnym Gubernatorstwie, gdzie została zmodyfikowana. Część przedwojennej gminy Hoszany (gromady Beńkowa Wisznia, Jaremków i Podhajczyki) włączono do nowo utworzonej gminy Rudki, natomiat do gminy Hoszany włączono gromadę Hodwisznia, należącą przed wojną do gminy Lubień Wielki w powiecie gródeckim. Ludność gminy w 1943 roku wynosiła 9418.
| Gmina w Landkreis Lemberg | Miejscowości / gromady                                                                                      | Gmina (II RP)   | Powiat (II RP) | Rejon w ZSRR (1939–1941) |
| ------------------------- | --- | --------------- | -------------- | ------------------------ |
| Hoszany                   | Hodwisznia                                                                                                  | Lubień Wielki   | gródecki       | rudecki                  |
| Hoszany                   | Chiszewice, Dubaniowice, Hoszany, Jatwięgi, Koropuż, Milczyce, Romanówka, Szołomienice i Uherce Wieniawskie | Hoszany         | rudecki        | rudecki                  |
| Rudki                     | Beńkowa Wisznia, Jaremków i Podhajczyki                                                                     | Hoszany         | rudecki        | rudecki                  |
| Rudki                     | Rudki | Rudki (m)       | rudecki        | rudecki                  |
| Rudki                     | Chłopczyce, Dołobów, Michalewice, Nowosiółki Gościnne i Wistowice                                           | Koniuszki Siem. | rudecki        | rudecki                  |
| Rudki                     | Szeptyce i Woszczańce                                                                                       | Kupnowice Nowe  | rudecki        | rudecki                  |
| Rudki                     | Czajkowice, Kołbajowice i Ostrów Nowy                                                                       | Pohorce         | rudecki        | rudecki                  |

Po II wojnie światowej obszar gminy został włączony do Ukraińskiej SRR.